# خوسيه بادرون
خوسيه مارتين بادرون (بالإسبانية: José Padrón Martín)‏ (5 مايو 1906، بعد 1944) لاعب كرة قدم إسباني، لعب لإسبانيول، إشبيلية وبرشلونة في إسبانيا وعدة أندية أخرى في فرنسا.

## وصلات خارجية
- خوسيه بادرون على موقع قاعدة بيانات كرة القدم.إي يو (الإنجليزية)
- خوسيه بادرون على موقع ناشيونال فوتبول تيمز (الإنجليزية)

Barreaud, Marc (1998). Dictionnaire des footballeurs étrangers du championnat professionnel français (1932-1997). L'Harmattan, Paris. {{استشهاد بكتاب}}: الوسيط غير المعروف |الرقم المعياري= تم تجاهله يقترح استخدام |ردمك= (مساعدة)
- La Liga profile
- Profile